# 포천 나들목
포천 나들목(Pocheon IC)은 경기도 포천시 군내면 구읍리에 설치된 세종포천고속도로의 9번 교차로이다. 나들목 진출입로는 군내면 용정리와 접하고 있으며, 포천시내로 진출할 수 있다.

## 연혁
- 2012년 6월 5일 : 구리포천고속도로 신설을 위해 포천시 도시계획시설 교통광장에 군내면 구읍리 일원을 포천 나들목으로 고시[1]
- 2014년 12월 24일 : 구리포천고속도로 민간투자사업 실시계획 변경으로 인해 포천시 도시계획시설 교통광장 면적 변경[2]
- 2017년 6월 30일 : 세종포천고속도로 구리 ~ 포천 구간 개통과 함께 통행 개시[3]

## 구조물 정보
- 위치: 경기도 포천시 군내면 구읍리
- 영업소: 경기도 포천시 군내면 선정비로 22-15

## 접속하는 도로
- 국도 제87호선 (포천로) 포천시청 경복대학교 포천캠퍼스